# Le Joyau des sept étoiles
Le Joyau des sept étoiles (The Jewel of Seven Stars) est un roman de Bram Stoker paru en 1903 aux éditions Heinemann. L'histoire évoque la résurrection d'une reine d'Égypte, Tera, qui entraîne une série de malédictions.

## Inspiration
Dans une thèse sur la représentation du paranormal dans Les Aventures de Tintin, Vanessa Labelle établit plusieurs similitudes entre l'intrigue des Sept Boules de cristal, la bande dessinée d'Hergé, et le roman de Bram Stoker. Outre la ressemblance entre les deux titres, qui contiennent le chiffre sept, elle constate la reprise du thème de la malédiction millénaire. Dans le roman, le père de l'héroïne, l'égyptologue Abel Trelawny, est retrouvé étendu sur le sol au milieu de la nuit, frappé de léthargie et portant un bracelet au poignet. La chambre du savant est remplie d'objets d'art issus de ses voyages, comme l'est le salon du professeur Hippolyte Bergamotte dans Les Sept Boules de cristal. Abel Trelawny est en fait frappé de la malédiction qui touche tous les membres de l'expédition ayant pénétré dans le tombeau de la reine Tera, dont la sépulture était gardée par un avertissement semblable à la prophétie inca de la bande dessinée d'Hergé. Pour Vanessa Labelle, Jacques Van Melkebeke et Jacobs, qui assistent Hergé dans l'écriture de son scénario, ont probablement lu le roman de Stoker dans la mesure où les deux hommes « avaient une connaissance encyclopédique de la culture populaire et étaient fascinés par la littérature anglaise de la fin du XIXe siècle et du début du XXe ».